# Plus ultra

Brasão de armas de Espanha com o lema Plus ultra

Plus ultra (Mais além, em latim) é um lema latino e o lema nacional da Espanha.

## Possível origem
Foi utilizado pela primeira vez pelo rei Carlos I da Espanha, também conhecido como Carlos V do Sacro Império Romano. Plus Oultre em língua francesa era seu lema pessoal, cujo objetivo era demonstrar o dinamismo do novo império cosmopolita que ele regeria.
Segundo Earl Rosenthal, Carlos I adotou o lema sob influência de seu médico e conselheiro pessoal, o humanista milanês Luigi Marliano. Luigi teria aconselhado o jovem Carlos a adotar o lema quando Carlos, ainda apenas um duque, completara a maioridade e fora proclamado grão-mestre da Ordem do Tosão de Ouro.[carece de fontes?]

## Incentivo à exploração marítima

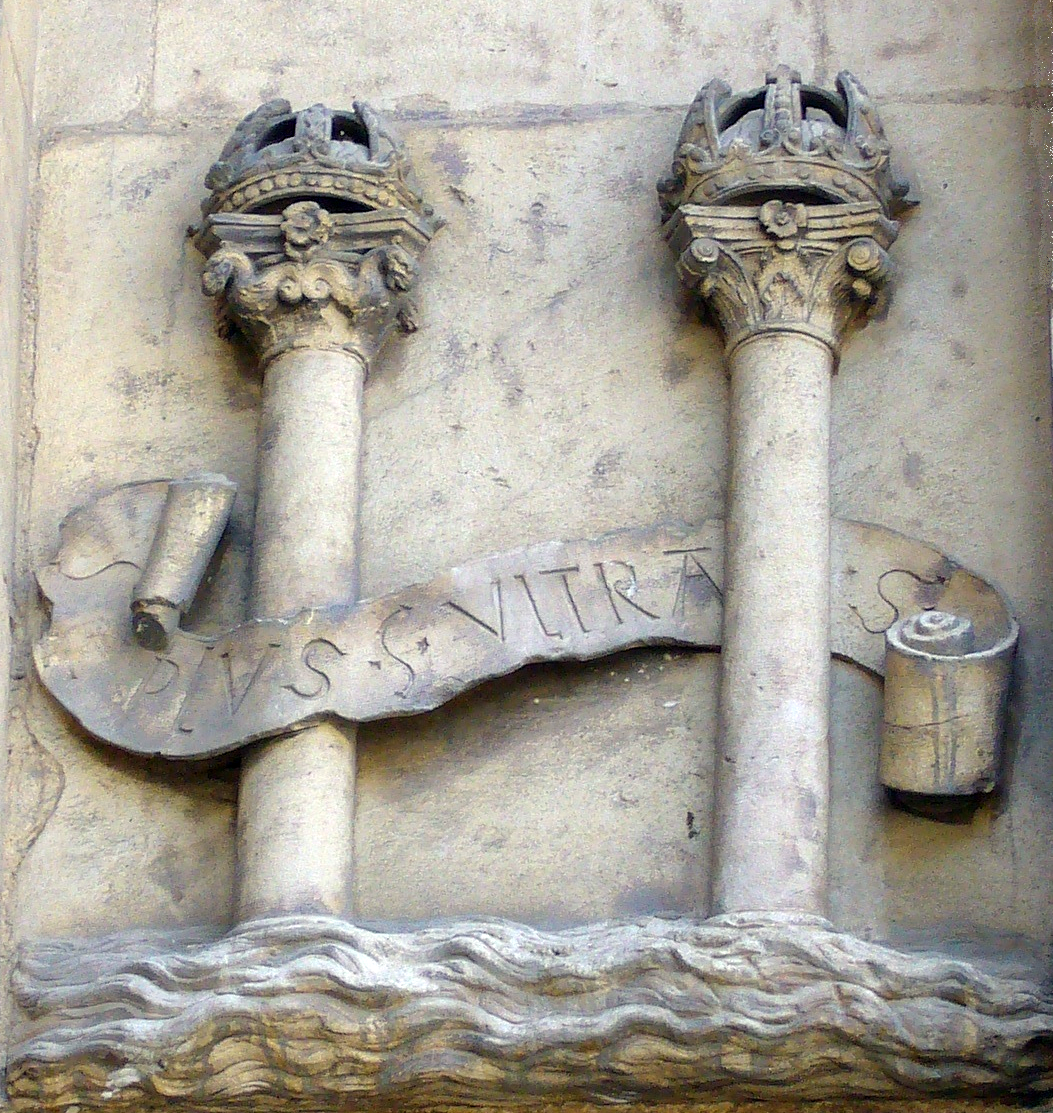
Lema Plus Ultra nas colunas da prefeitura de Sevilha

Afirma-se que o tema também motivaria navegantes a desafiar a antiga lenda de que o Estreito de Gibraltar seria o limite do mundo.[carece de fontes?] Segundo a mitologia grega, Hércules teria colocado dois pilares no Estreito, marcando o limite até onde os navegadores mediterrâneos poderiam ir. Desse modo, as Colunas de Hércules seriam o Non Terrae Plus Ultra (não há terras mais além, em latim), assim como a região de Finisterra.[carece de fontes?] (Obviamente, o lema Non Terrae Plus Ultra perdeu muito de seu poder simbólico quando Cristóvão Colombo chegou às Índias Ocidentais após atravessar o Oceano Atlântico, em 1492.)

## Uso como lema nacional
Desde a adoção por Carlos I da Espanha, Plus ultra é o lema nacional espanhol. No atual brasão de armas de Espanha, o lema está escrito numa faixa que rodeia as Colunas de Hércules.

## Atualmente
O termo usado no anime Boku no Hero Academia, como lema da escola de heróis "U.A."
No jogo eletrônico Apex Legends, a lenda Octane cita o lema Non Terrae Plus Ultra durante suas falas.
No jogo eletrônico Tom Clancy's Rainbow six: Siege, Plus Ultra é usado como o nome de uma skin para armas de dois personagens de origem espanhola, Jackal e Mira.
“Plus ultra!” também é o título do último capítulo do livro O Alienista de Machado de Assis. Nesse caso, a expressão foi utilizada com o significado de "maior verdade", ou seja, o fato definitivo que corrobora a hipótese do protagonista sobre seu objeto de estudo: a loucura.